# Ematurga margisignata
Ematurga margisignata är en fjärilsart som beskrevs av Barend J. Lempke 1970. Ematurga margisignata ingår i släktet Ematurga och familjen mätare. Inga underarter finns listade i Catalogue of Life.